# Pasi Haaranen

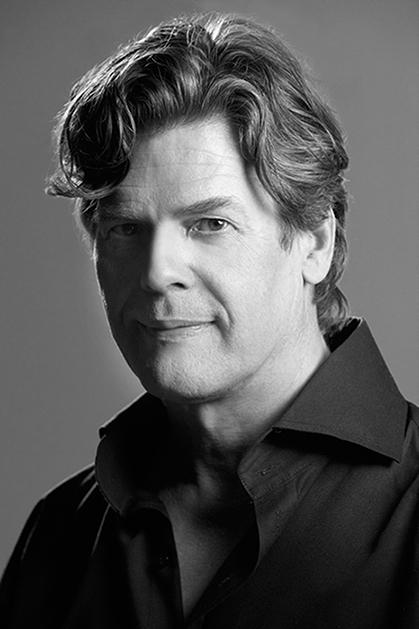
Pasi Haaranen

Pasi Haaranen, född 9 september 1957 i Helsingfors, är en finländsk fotograf.
Efter studentexamen vid Helsingfors reallyceum 1978 har Haaranen sedan 1980-talet arbetat som fotograf, främst inom reklam och PR. Han har skapat konst- och utställningskataloger för museer och för Finska Konstmålarförbundet. Flera bilder är tagna för andra publikationer och han har dokumenterat ett antal dansföreställningar/danskonstverk.
Haaranen äger företaget PR-Studio Oy. Tidigare var han verksam i Stockholm för företaget ScanFoto AB i Stockholm.
Haaranen har ställt ut konstfotografi i ett flertal utställningar. Senast efter inbjudan vid Sommarsalong på Högmarsö Varv i Furusund år 2013.

## Uppdrag
- Solveig von Schoultz: Ett sätt att räkna tiden, Schildts Förlags Ab Helsingfors 1989
- Audi Avus - en bok för bilsalongen i Tokyo. Audi AG Marketing/VMS, Ingolstadt 1991
- Pertti Kekarainen: Oulun taidemuseon julkaisuja 11, ISBN 951-9234-21-7. En bok om konstnären Pertti Kekarainen. Uleåborgs Konstmuseum 1991.
- Kaj Kalin: Veressä. WSOY 1993. ISBN 9510187348
- Bo Carpelan: Vandrande skugga. Schildts Förlags Ab 1993
- Bo Carpelan: Urwind. Schildts Förlags Ab
- Annika Luther: Bronsåret. 1995. ISBN 9515215633
- Edith Södergrans samlade skrifter II. Svenska Litteratursällskapet i Finland 1996
- Ihan kahvilla. Paulig Institut Helsingfors 2006
- Pekka Kauhanen: Hurtta, Poika ja lumiukko. Finska Konstföreningen 2011 ISBN 978-952-99260-4-6
- Lena von Bonsdorff - mentor, mecenat, musikhandlare. Schildts & Söderströms 2012 ISBN 9515230233, 9789515230232
- Omslagsbilder och reportagebilder för livsstilsmagasinet Imago 1985-2000, tidskriften Kotilääkäri (Husdoktorn) 1985-1997, Mens Health 1997-2000, Libris 2006 ISSN 1459-6784, heminredningsmagasin Gloria och Kodin Gloria 2007-2012.

- Officiell fotograf vid Miles Davis konsertturné i Helsingfors, Stockholm och Oslo, 1987.
- Officiell fotograf vid Dalai Lamas besök i Helsingfors 2006 och 2011.

- Helsingfors Kabelfabrik, Konstnärsföreningens årsutställning 2011: Annonsbild, posterbild. Även deltagare på utställningen